# Церковь Святого Иоанна Крестителя (Беркли)
Церковь Святого Иоанна Крестителя (англ. Saint John the Baptist Church), или Русская православная церковь Святого Иоанна Крестителя (англ. Saint John the Baptist Russian Orthodox Church) — православный храм Тихоокеанского Центрального благочиния Западно-Американской епархии Православной церкви в Америке в городе Беркли в штате Калифорния. Богослужения проводятся на английском и церковно-славянском языках. В приходе действует юлианский календарь.
Первые православные богослужения в Беркли стали проводить в начале 1920-х годов. С этой целью дважды в месяц настоятель Свято-Троицкого собора из Сан-Франциско добирался на пароме до Беркли. В то время у общины не было своего храма, и богослужения проводились в епископальной церкви Святого Марка. Первыми прихожанами в Беркли были православные студенты, обучавшиеся в Калифорнийском университете.
В 1931 году в город был назначен постоянный священник. Им был Сергей Лепорский, который был настоятелем прихода до 1941 года, когда его перевели в собор Святой Троицы в Сан-Франциско. Всё это время прихожане арендовали дом, в котором размещались церковь и притч. В 1936 году приход получил государственную регистрацию, как некоммерческая организация, что избавило его от налогов.
После Второй мировой войны в Калифорнии осели многие русские эмигранты с Дальнего Востока, частью из Европы. Численность прихожан значительно увеличилась. В 1950 году приход получил в собственность здание на углу улиц Эссекса и Аделины, которое было перестроено в церковь. В 1950 году год здесь прослужил священник Георгий Бенигсен. После его перевода, с 1951 по 1991 годы настоятелем прихода был священник Николай Виглайс. За время его настоятельства храм был значительно перестроен, у прихода появилась воскресная школа.